# Кейз, Дэвид
Дэвид Кейз (англ. David F. Case; 22 декабря 1937, Нью-Йорк, США — 3 февраля 2018) — американский писатель, работавший в основном в жанрах ужасы и фэнтези.

## Биография
Кейз родился на севере штата Нью-Йорк, после переехал в Англию, регулярно совершая при этом продолжительные путешествия в Грецию.
Два его сборника рассказов  «Клетка: Три истории ужасов» (The Cell: Three Tales of Horror, 1969) и «Фенгриффен и другие рассказы» (Fengriffen and Other Stories, 1971) сравнивают с классическими произведениями о сверхъестественном Алджернона Блэквуда.
Помимо жанра ужасов, по крайней мере под 17-ю различными псевдонимами, Кейз написал более 300 книг - от порнографии до вестернов. В 1981 году издательство Arkham House опубликовало его роман «Третья могила» (The Third Grave), где писатель обращается к оккультным учениям Древнего Египта.
На русский язык переводились только три произведения автора, рассказы: «Клетка», «Тупик» и «Охотник».

## Рассказы
- Тупик (1969)
- Охотник (1969)
- Fengriffen (1971)
- The War is Over (1988)
- Cannibal Feast (1994)
- Jimmy (1999)
- Pelican Cay (2000)
- Among the Wolves
- Клетка
- A Cross to Bear
- Neighbours
- Reflection
- Strange Roots
- Brotherly Love
- The Foreign Bride
- Ogre of the Cleft
- Anachrona
- Reflection
- Twins (переработка главы в "SKULLS")
- The Terrestrial Fancy
- Penny Wise
- Skulls
- The Cave
- Penny Wise variant edition
- "Stranger Than You Know"

## Авторские сборники выходившие на английском
- Клетка: Три истории ужасов (1969) – Содержит рассказы "Клетка", "Охотник", и "Тупик".
- Фенгриффен и другие рассказы (1971) – Содержит роман Фенгриффен и рассказы "Among the Wolves" и "Strange Roots".
- Brotherly Love: And Other Tales of Faith and Knowledge (1999) – Содержит рассказы "Brotherly Love",  "The Foreign Bride", "The Ogre of the Cleft", "Jimmy", "Anachrona" и "The Terrestrial Fancy".
- Pelican Cay and Other Disquieting Tales (2010) – Содержит рассказы "Pelican Cay", "Penny Wise", "Reflection", "Skulls", "The Cannibal Feast", "The War is Over", "The Cave". (Примечание: в специальном издании с автографом автора немного другой вариант рассказа "PENNY WISE" и "TWINS" [переработка главы из "SKULLS"].)
- "David Case Masters of the Weird Tale" (2015) - Содержит рассказы "Anachrona", "Клетка", "Тупик", "Охотник", "Fengriffen", "Among The Wolves", "Strange Roots", "Neighbours", "A Cross to Bear", "Twins", "The War Is Over", "Brotheely Love", "The Foreign Bride", "The Ogre of the Cleft", "Jimmy", "The Terrestrial Fancy" и "Stranger Than You Know".

## Вестерны
- Black Hats
- Gold Fever(это переиздание Plumb Drillin под другим названием)
- Plumb Drillin'
- The Fighting Breed